# Volker Jung (théologien)
Pour les articles homonymes, voir Jung.
Ne doit pas être confondu avec Volker Jung (homme politique).

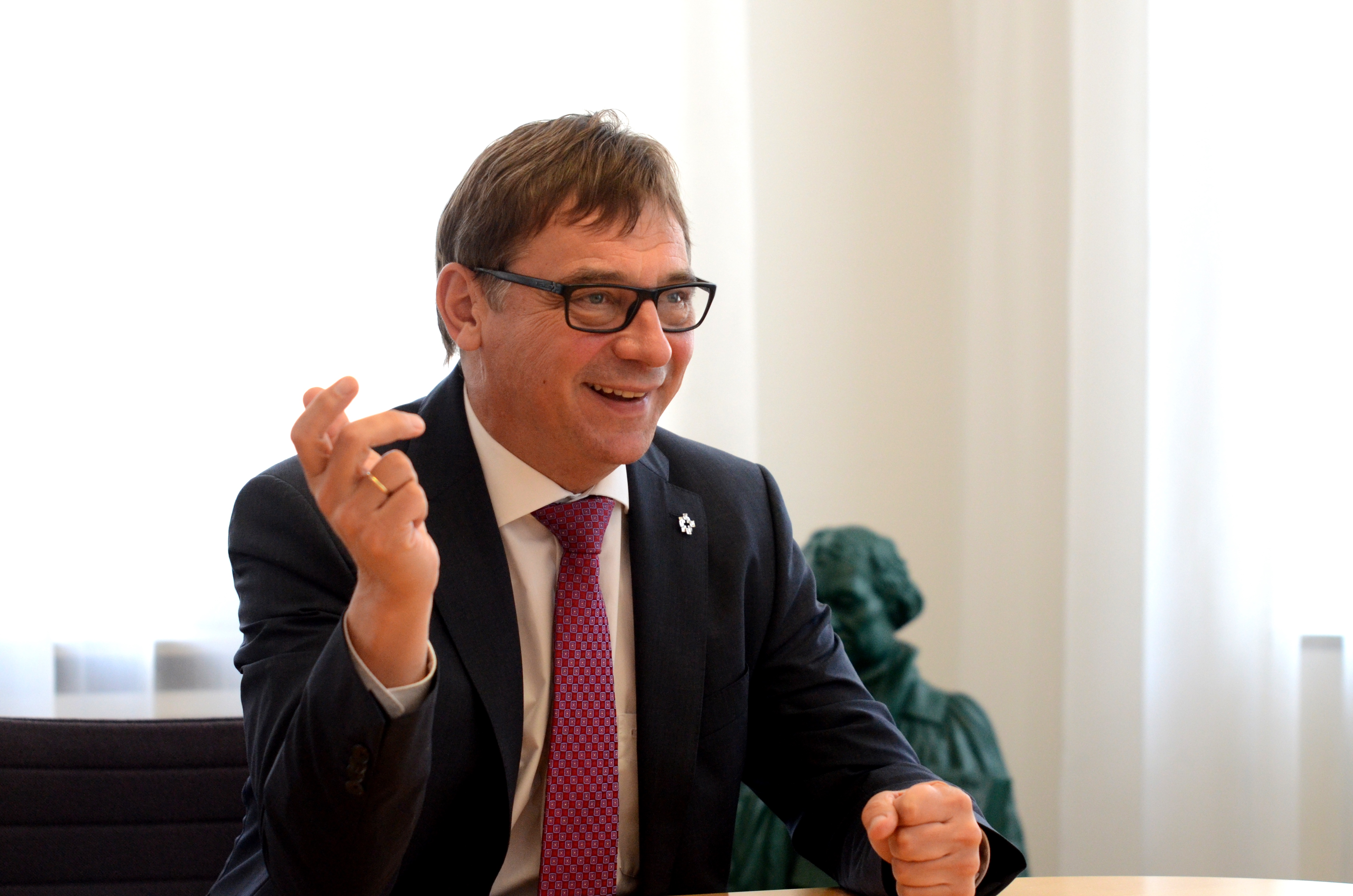
Volker Jung, président de l'Église

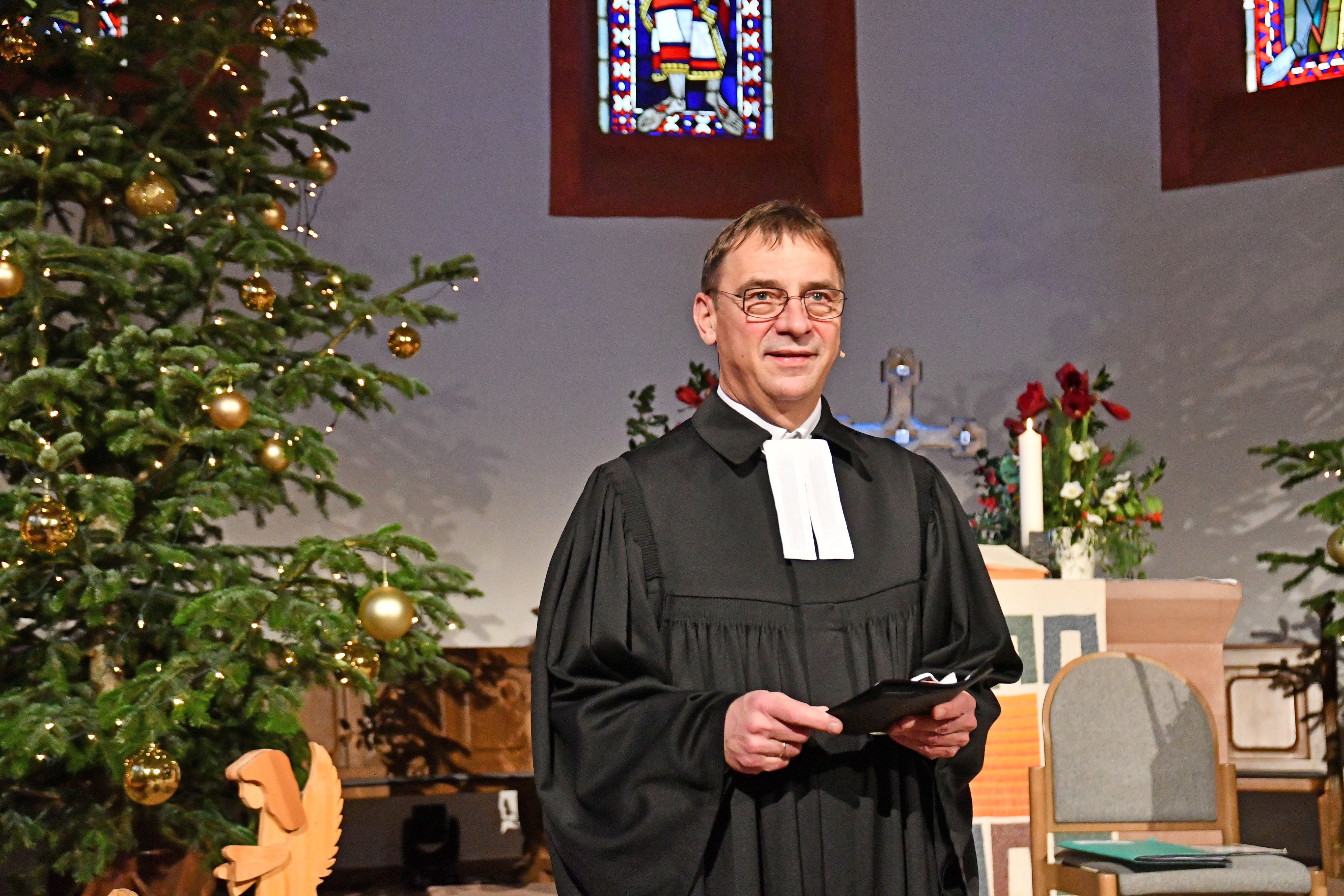
Le président de l'Église Volker Jung dans l'Église en salle d'Ingelheim 2020

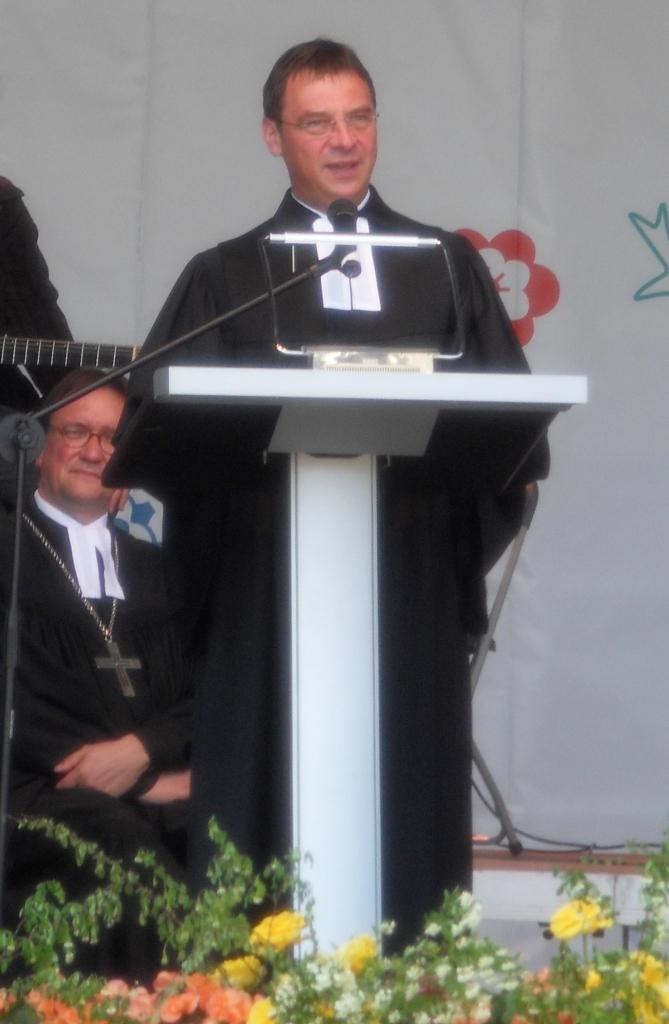
Volker Jung lors du premier service au

Volker Jung (né le 22 janvier 1960 à Schlitz en Hesse) est un théologien protestant allemand et depuis le 1er janvier 2009 président de l'Église protestante en Hesse et Nassau (EKHN) basée à Darmstadt.

## Biographie

### Formation
Jung passe ses années d'école à Schlitz et Lauterbach, puis commence à étudier la théologie à Bethel (de) et plus tard aux universités de Heidelberg et de Göttingen. En 1985, il réussit le premier examen de théologie puis devient chercheur associé à l'université de Göttingen, avant de mener des recherches à l'Institutum Lutheranum de Göttingen de 1987 à 1990.
En 1991, il effectue son vicariat d'enseignement, qui s'achève par le deuxième examen théologique en 1993. Jung devient vicaire dans la paroisse de Stumpertenrod dans l'arrondissement de Vogelsberg et représentant pour l'éducation des adultes au doyenné d'Alsfeld

### Bureau paroissial et doyenné
En 1997, Jung devient pasteur à Lauterbach. En 1998, il obtient son doctorat avec une thèse sur l'interprétation et la compréhension des Écritures sous la direction d'Abraham Calov. Au cours de son année de doctorat, il devient également doyen du doyenné de Lauterbach. Après la fusion des doyennés de Lauterbach et d'Herbstein en 2000, il devient également doyen du doyenné de Vogelsberg nouvellement créé. Parallèlement, il reste curé à Lauterbach. Au niveau de l'Église, il est membre du conseil d'administration de la Conférence des doyens et membre du Synode de l'Église de Hesse-Nassau de 2004 à 2008.

### Président de l'Église protestante de Hesse et Nassau (EKHN)
Le 27 septembre 2008, le synode de l'EKHN élit Volker Jung comme président de l'Église. En 2009, il succède à Peter Steinacker (de), décédé le 31 décembre, qui a pris sa retraite le 31 décembre 2008. Le 15 février 2009, Volker Jung est installé dans sa fonction de président de l'Église lors d'un culte solennel à l'église Notre-Dame (de) de Friedberg, au même moment où Peter Steinacker fait ses adieux. Le 25 novembre 2015, il est confirmé dans ses fonctions pour huit ans supplémentaires lors de la réunion du synode EKHN à Francfort-sur-le-Main.

### Tâches dans l'Église protestante d'Allemagne (EKD)
En novembre 2015, Jung est élu au Conseil de l'EKD et réélu en 2021.
Auparavant, Jung est également président de la Chambre pour la migration et l'intégration de l'EKD de 2011 à 2015 et à ce titre membre du Conseil consultatif pour l'intégration du gouvernement fédéral jusqu'en 2014. En tant que président de la Chambre pour la migration et l'intégration, il accompagne de manière critique la politique des réfugiés du gouvernement fédéral et de l'UE dans des déclarations publiques, notamment dans les conflits sur la question de l'évasion et de l'asile religieux ou sur les questions d'aide aux réfugiés
En décembre 2015, Jung est élu président du conseil de surveillance de la coentreprise du journalisme protestant (GEP) à Francfort. Jung est à la tête du conseil de surveillance du groupe d'entreprises, qui comprend l'agence de presse protestante epd, le mensuel « Chrismon », mais aussi l'école de journalisme protestante de Berlin et la société de production « Matthias-Film ». Le président de l’Église de Hesse-Nassau est familièrement connu comme « l’évêque médiatique » de l’EKD
De 2016 à 2022, Jung est également le représentant sportif de l'EKD À ce titre, il est notamment responsable des contacts avec les associations sportives et prenait position sur les questions de politique sportive de l'Église protestante, comme le dopage Le représentant sportif est également le président officiel du groupe de travail Église et sport de l'EKD. En avril 2022, le président rhénan Thorsten Latzel succède au président de l'Église Volker Jung comme représentant sportif
Volker Jung est membre du comité exécutif de l'Union des Églises protestantes (UEK) depuis 2013. En 2021, il est élu président de la conférence plénière de l'Union des Églises protestantes (UEK).
Jung est également l'un des présidents du conseil consultatif scientifique de l'étude sur les membres de l'Église protestante d'Allemagne (EKD) et il est membre du groupe de direction « Anniversaire de la Réforme 2017 »
De 2009 à 2013, il travaille également au sein de la commission ad hoc qui rédige le texte « Entre autonomie et dépendance. Renforcer les familles en tant que communauté fiable. Une aide à l'orientation du Conseil de l'EKD » est développée.

## Engagement supplémentaire
En 2014, Jung est l’un des cofondateurs de la « Fondation contre le racisme » aux côtés de l’ancien président de la DFB Theo Zwanziger Auparavant, lorsqu'il était doyen, il était membre fondateur de l'initiative « Montrer son visage contre la violence » à Vogelsberg.
Le président de l'Église est également l'auteur de nombreuses émissions de proclamation sur Hessischer Rundfunk (HR).

## Vie privée
Volker Jung est marié et père de deux filles adultes.

## Publications
- Das Ganze der Heiligen Schrift. Hermeneutik und Schriftauslegung bei Abraham Calov (Université de Göttingen 1997/98), Calwer Verlag, Stuttgart 1999,  (ISBN 978-3-7668-3633-5).
- Digital Mensch bleiben, Claudius Verlag, Munich 2018,  (ISBN 978-3-532-62826-3).